# Жмуровский, Дмитрий Петрович
Жмуровский Дмитрий Петрович (1918—2010) — участник Великой Отечественной войны, пулемётчик 936-го стрелкового полка 254-й стрелковой дивизии 52-й армии 2-го Украинского фронта, красноармеец. Герой Советского Союза.

## Биография
Родился. 28 декабря 1917 года (10 января 1918 года по новому стилю) в деревне Борисовичи ныне Климовичском районе Могилёвской области Белоруссии. Белорус.
После окончания средней школы поступил на учёбу в Могилёвский педагогический институт.
В Красной Армии — с 12 июля 1941 года. В годы Великой Отечественной войны служил рядовым пулемётчиком 936-го стрелкового полка 254-й стрелковой Черкасской Краснознамённой дивизии 52-й армии 2-го Украинского фронта и показал образцы мужества, находчивости и отваги. Воевал на Брянском, Калининском и 2-м Украинском фронтах.
31 марта 1944 года в бою у деревни Кирпицы (ныне Виктория, 14 км севернее г. Яссы) Дмитрий Жмуровский лично ликвидировал пулемётный расчёт противника, захватил немецкий пулемёт и огнём из него уничтожил до 50 гитлеровцев. Мужественные действия пулемётчика обеспечили быстрое продвижение стрелковой роты и успешное выполнение ею боевой задачи.
В этот же день, при форсировании реки Жижия рядовой Жмуровский одним из первых пробрался на правый берег и в тяжёлых условиях обеспечил огнём своего пулемёта успешное форсирование реки подразделениями батальона. В этом бою уничтожил до 35 солдат врага. 2 апреля Жмуровский стойко отражал контратаку противника и нанёс ему большой урон. Будучи ранен, не оставил пулемёт и вёл огонь до тех пор, пока не потерял сознание.
Демобилизовавшись из армии в 1946 году, окончил Московский педагогический институт и работал преподавателем в ВУЗах (Московского библиотечного института, Вильнюсского университета, Минского мединститута); с 1960 года — на кафедре истории КПСС Белорусского государственного университета.
Доктор исторических наук (1973), профессор (1974). Автор монографий и отдельных работ по истории Компартии Белоруссии.

## Награды
- 13 сентября 1944 года Президиум Верховного Совета Союза ССР присвоил Жмуровскому Дмитрию Петровичу звание Героя Советского Союза.
- Награждён орденами Ленина, Отечественной войны I степени и медалями СССР.
- 15 апреля 1999 года Указом Президента Республики Беларусь был награждён Орденом «За службу Родине» III степени[3].

## Память
6 мая 2015 года в Минске открыта мемориальная доска Герою Советского Союза Дмитрию Петровичу Жмуровскому. Установлена на стене дома № 15 на ул. Кульман.